# Janolus longidentatus
Janolus longidentatus is een slakkensoort uit de familie van de Janolidae. De wetenschappelijke naam van de soort werd in 1981 gepubliceerd door Gosliner.